# یاسنیچکا
یاسنیچکا (به انگلیسی: Jasenička) رودخانهای است که در صربستان جریان دارد.